# الثبيب (بعدان)

تعديل مصدري - تعديل

الثبيب هي إحدى قرى عزلة بني منصور بمديرية بعدان التابعة لمحافظة إب، بلغ تعداد سكانها 146 نسمة حسب تعداد اليمن لعام 2004.